# 密腺杜茎山
密腺杜茎山（学名：Maesa prodigiosa）为紫金牛科杜茎山属下的一个种。

## 扩展阅读
- 維基物種上的相關：密腺杜茎山